# حبيب كرداني
حبيب كرداني (9 يونيو 1983 بتبريز في إيران - ) هو لاعب كرة قدم إيراني في مركز الدفاع. شارك مع منتخب إيران تحت 23 سنة لكرة القدم ومنتخب إيران لكرة القدم. أما مع النوادي، فقد لعب مع نادي تراكتور سازي ونادي سباهان أصفهان ونادي شهرداري تبريز.

## وصلات خارجية
- حبيب كرداني على موقع قاعدة بيانات كرة القدم.إي يو (الإنجليزية)